# Conférence de Spa (13-15 août 1918)
Vous lisez un « bon article » labellisé en 2017.  Il fait partie d'un « bon thème ».
Pour les articles homonymes, voir Conférence de Spa.
La conférence de Spa des 13, 14 et 15 août 1918 constitue la dernière rencontre officielle entre les monarques allemand et austro-hongrois durant la Première Guerre mondiale. Lors de cette conférence, la troisième depuis le début de l’année 1918 tenue à Spa, alors siège de l’Oberste Heeresleitung (OHL),, les responsables civils participant à la conférence prennent alors conscience de l’impossibilité, pour les puissances centrales, de remporter la victoire. En effet, le Reich impérial et ses alliés sont épuisés et leurs dernières offensives se sont soldées par des échecs sur la Marne comme sur le Piave en Italie. Envisageant pour la première fois une paix de compromis avec les forces de l’Entente renforcées par l’arrivée massive de soldats américains, les dirigeants politiques et militaires du Reich et de la double monarchie réfléchissent pour la première fois à un scénario de sortie du conflit.

## Participants

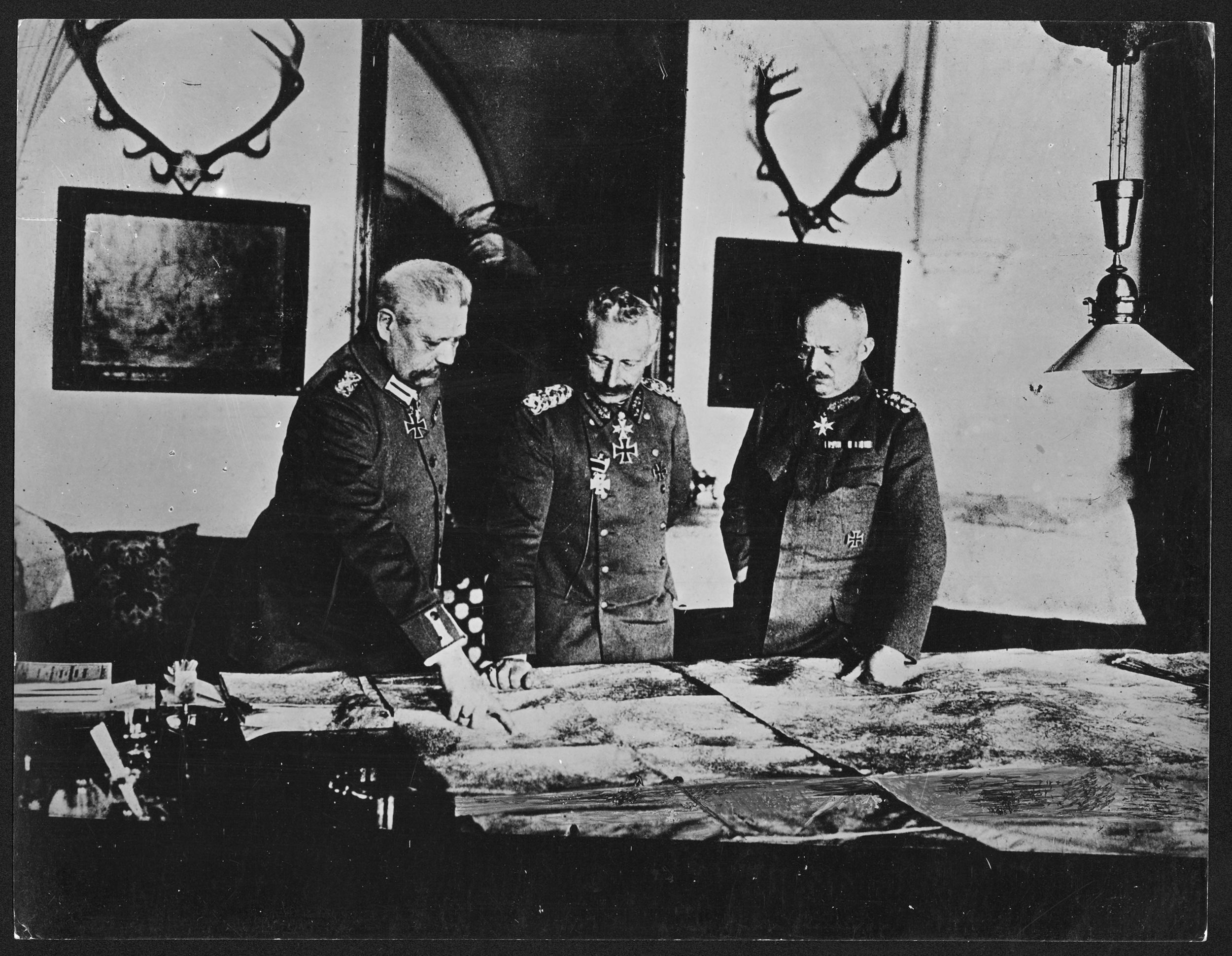
Hindenburg, Guillaume II et Ludendorff (de gauche à droite), à Spa en 1918.

Cette conférence peut se décomposer en deux rencontres distinctes. La première, tenue les 13 et 14 août 1918, réunit un conseil de la couronne allemande, autour des principaux responsables politiques et militaires du Reich, sous la présidence de l'empereur Guillaume ; la seconde, une conférence germano-austro-hongroise, se réunit le lendemain, le 15 août 1918.

### Conseil de la couronne: 13 et14 août
Convoquée à la suite de la défaite du 8 août 1918, elle réunit le 13 août, sous la présidence de Guillaume II, abattu par les défaites de ses armées, les militaires Paul von Hindenburg, Erich Ludendorff, alors premier quartier-maître général, le chancelier Georg von Hertling, le secrétaire d'État des Affaires étrangères du Reich Paul von Hintze, ainsi que le prince-héritier impérial Guillaume de Prusse,,,,.

### Conférence germano-austro-hongroise:15 août

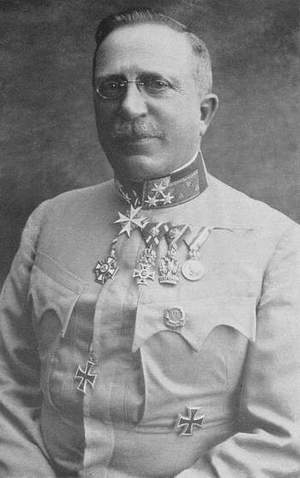
Arthur Arz von Straußenburg, chef d'état-major de l'armée de la double monarchie.

La seconde conférence, germano-austro-hongroise, se réunit le lendemain, 15 août 1918, après l'arrivée à Spa de l'empereur-roi Charles, accompagné de son ministre des Affaires étrangères, Stephan Burián von Rajecz, et du chef d'état-major de l’armée commune, Arthur Arz von Straußenburg ; lors de l'arrivée du monarque austro-hongrois et de sa suite, Guillaume II a revêtu un uniforme austro-hongrois, tandis que Charles porte un uniforme allemand. Cette rencontre constitue la première entre les deux monarques depuis la conférence du mois de mai et leur ultime rencontre : en dépit des embrassades et du tutoiement de rigueur, l'ambiance reste froide entre les représentants allemands d'une part, et la délégation austro-hongroise de l'autre,,,.
Les participants au conseil impérial de la veille participent aux échanges entre les deux principaux acteurs de la Quadruplice,.

## Contexte

### Échecs militaires des puissances centrales
Durant cette phase de la guerre, au printemps et au début de l'été 1918, les puissances centrales connaissent de nombreux échecs, en Italie en juin, en France en juillet, tandis que les autres fronts s'affaiblissent au fil des mois.
De plus, sur le front français, les unités allemandes engagées face aux troupes alliées victorieuses ne montrent plus le mordant nécessaire à une résistance prolongée, tandis que le nombre de soldats ne rejoignant pas leur unité augmente de façon significative. Enfin, l'armée affamée se débande facilement pour piller les stocks de vivres découverts lors de l'offensive du printemps, tandis que les soldats sont vêtus avec des effets militaires élimés ou pris sur des prisonniers alliés,.
De plus, les effectifs allemands et austro-hongrois sont laminés par les pertes, l'appel à la classe 1920 et aux ouvriers sursitaires ne parvenant pas à combler les pertes de l'armée impériale, de plus en plus nombreuses : en effet, entre mars et juillet 1918, l'armée allemande enregistre la perte de 226 000 morts et près de 750 000 blessés, ces pertes étant comblées par des hommes trop jeunes ou trop vieux pour être envoyés au front. Tous les mois, depuis le printemps, l'armée impériale allemande déplore la perte définitive de 80 000 soldats, une fois les effectifs des blessés, tués et malades retranchés de ceux des nouveaux mobilisés,.
Face aux offensives alliées qui ébranlent la totalité du front, le commandement allemand opère un changement stratégique dans la conduite des opérations, souhaitant renouer avec la stratégie défensive qui avait prévalu jusqu'au début de l'année 1918.

### Décalage entre politiques et militaires
À la suite de la journée du 8 août 1918, les responsables militaires du Reich, Erich Ludendorff le premier, admettent que les puissances centrales ont échoué à emporter la décision face aux Alliés, considérablement renforcés par l'adjonction massive d'unités américaines. Cependant, Hindenburg dissimule cet échec à l'empereur. Cependant, Guillaume II n'est pas dupe de la gravité de la situation, même s'il en ignore l'ampleur avant la conférence avec les Dioscures le 10 août : à partir de ce moment, il ne cesse de réclamer l'arrêt des hostilités et l'ouverture de négociations avec les Alliés,,,.
Présentant cet échec de façon à ne pas alarmer les civils sur la réalité de la situation militaire du Reich, Ludendorff évoque un simple changement de stratégie, le passage à la défensive, destinée à « paralyser graduellement la volonté de combattre de l'ennemi ». Cet échec se matérialise aussi par son changement d'attitude à l'égard des membres du gouvernement, que le premier quartier-maître général considérait auparavant avec hauteur, orgueil et dédain,.
En dépit des déclarations des militaires, certaines volontaristes, d'autres pessimistes, les responsables civils, notamment le vice-chancelier Hintze, lucide sur la réalité de la situation intérieure du Reich au milieu de l'été 1918, ne peuvent qu'admettre l'état de délabrement des alliés du Reich, ainsi que l'épuisement progressif du Reich et de son économie, tandis que les collègues de Hintze au gouvernement sont atterrés devant la gravité de la situation militaire,,.
Les déclarations volontaristes omettent de mentionner la démission du premier quartier-maître général. Ainsi, le 13 août, ayant perdu de sa superbe, Ludendorff, commandant d'une armée vaincue par les Alliés, annonce officiellement aux responsables politiques du Reich, y compris à Guillaume II, que le Reich ne dispose plus des capacités militaires devant lui permettre de remporter la victoire sur les armées alliées.
Cependant, face aux civils choqués par la nouvelle, les militaires édulcorent la gravité de la situation, tout en reconnaissant la nécessité de parvenir à un accord avec les Alliés.

### Situation intérieure
Au sein des puissances centrales, la situation intérieure devient chaque jour de plus en plus préoccupante. Cependant, elle demeure contrastée : catastrophique chez les alliés du Reich, la situation politique et économique ne permet cependant que de limiter les effets de la défaite pour la population allemande.
Dans le Reich, les populations civiles souffrent d'un rationnement de plus en plus sévère : les rations alimentaires sont réduites au minimum. La ration de « pain de guerre » est réduite à 160 grammes par jour en juin 1918, tandis que les ersatz, de qualité médiocre au mieux, règnent en maître, aussi bien dans l'alimentation que dans l'économie du Reich.
La double monarchie connaît une situation contrastée. De nombreux produits alimentaires sont soumis au rationnement, mais la bonne société en est épargnée, principalement grâce à l'existence d'un marché noir florissant ; dans le même temps, l'économie de guerre est lourdement affectée par les pénuries de matières premières. L'armée est minée par la faim et les désertions, tandis le gouvernement impérial autrichien n'exerce plus son autorité que dans les régions allemandes, la Bohême et la Galicie rejetant chaque jour un peu plus l'alliance entre le Reich et la dynastie des Habsbourg, symboles de cette alliance,,,,.

### Négociations en cours
Au début du mois d’août 1918, le Reich est un acteur de négociations, à la fois avec ses alliés, mais aussi avec la Russie bolchevique.
Ainsi, conformément aux accords de Spa du mois de mai précédent, des négociations austro-allemandes se déroulent depuis le 9 juillet 1918, à Salzbourg, afin de clarifier les modalités de mise en œuvre des accords politiques et économiques du printemps. Rapidement, les Austro-Hongrois parviennent à vider de leur contenu les dispositions économiques des accords de mai, tandis que les administrations financières du Reich se montrent réservées sur les implications économiques de ces dispositions.
De plus, depuis le mois de mars, des négociations se tiennent entre les représentants du pouvoir russe et les représentants des puissances centrales, principalement allemands, afin de préciser les dispositions économiques du traité de paix germano-russe. Au début du mois d’août, les négociations sont entrées dans leur phase finale, les traités additionnels étant signés le 27 août 1918.
Si les Puissances centrales ne restent pas inactives, les Alliés mènent, durant les échanges austro-allemands, une active politique en direction des Slaves de la double monarchie. En effet, c'est durant cette conférence que les Alliés rendent publique leur reconnaissance des comités nationaux, notamment le comité tchécoslovaque.

## La dernière grande conférence austro-allemande

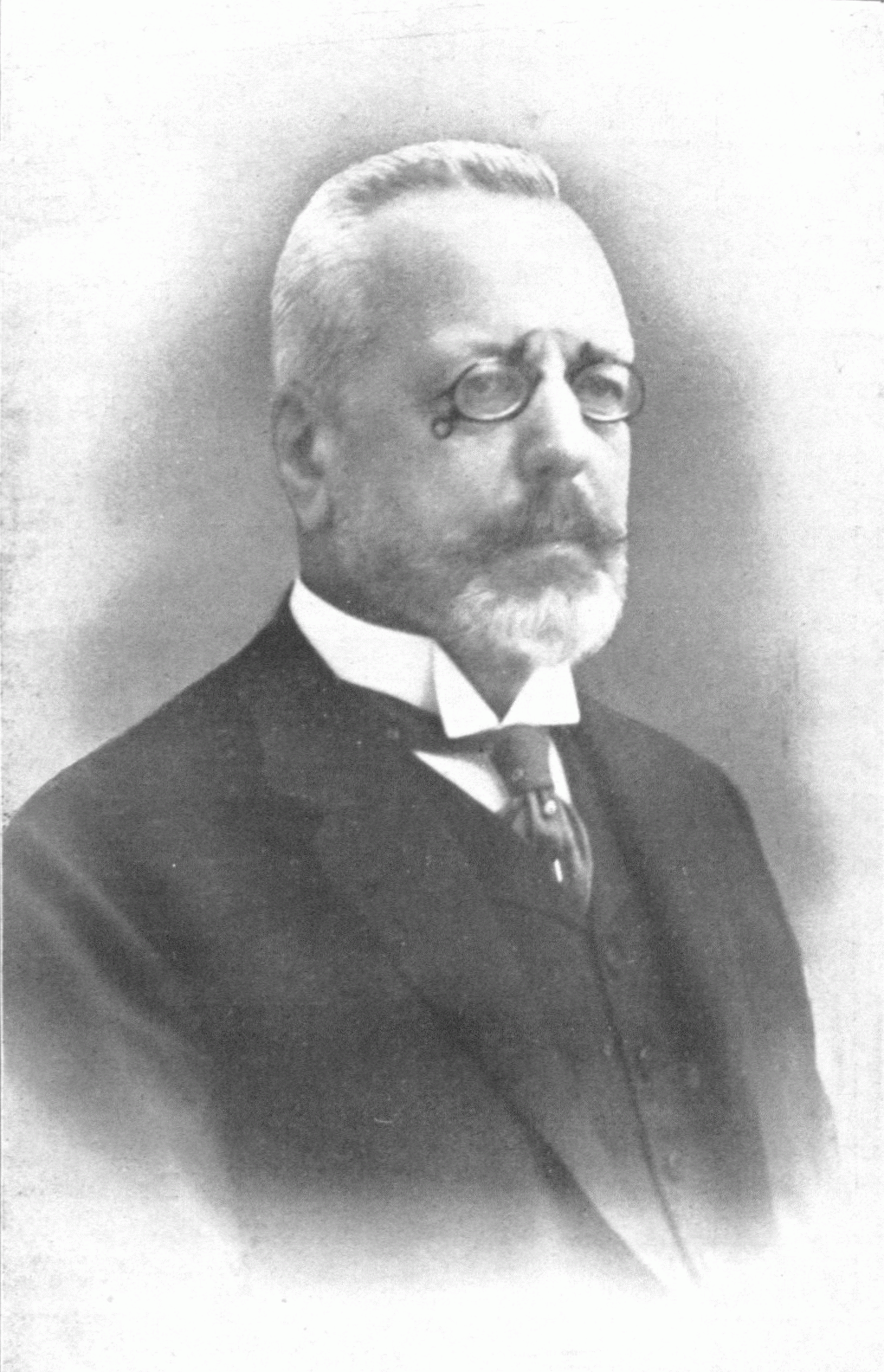
Stephan Burián von Rajecz, alors ministre des Affaires étrangères de la double monarchie, seconde l'empereur-roi Charles Ier afin de faire sortir leur pays du conflit le plus rapidement possible.

Le 14 août 1918, l'empereur-roi Charles Ier d'Autriche arrive à Spa, accompagné de son ministre des Affaires étrangères, Stephan Burián von Rajecz.
Ce second moment dans la conférence est préparé par les échanges qui ont lieu le jour même lors du conseil de la couronne, réunissant les principaux ministres allemands et prussiens, sous la présidence de Guillaume II.

### Positions austro-hongroises
D'emblée, l'empereur-roi d'Autriche et de Hongrie, appuyé par son ministre des Affaires étrangères, annonce l'impossibilité pour la double monarchie, épuisée par quatre années de conflit, de faire face à un cinquième hiver de guerre.
En raison de cet épuisement, et face à l'aveuglement des responsables du Reich, Charles Ier souhaite l'ouverture de négociations de paix dans les délais les plus brefs, à la première occasion, annonçant ainsi son souhait de sortir son empire du conflit,,.

### Buts de guerre durant l'été 1918
Lors du conseil de la couronne des 13 et 14 août, les buts de guerre sont réaffirmés par les participants, Paul von Hindenburg affirmant même pouvoir continuer à occuper de larges portions du territoire français.
Ainsi, le chancelier et ses secrétaires d'État entendent négocier avec les Alliés une paix blanche à l'ouest et le maintien du statu quo à l'est, négocié en position victorieuse et défini par les traités de paix du début de l'année 1918, avec la Russie, l'Ukraine et la Roumanie. Au cours du conseil de la couronne, la question polonaise est à nouveau étudiée,.
Le sort des territoires sous contrôle des troupes de la Quadruplice est également étudié le 14 août : Paul von Hintze souhaite le maintien de troupes allemandes en Belgique, afin de constituer un gage, évacué en échange de la restitution au Reich de ses colonies lors de la signature du traité de paix. Dans ce cadre, des dommages de guerre seraient également versés au royaume de Belgique. Le sort de la Pologne est aussi évoqué dans les pourparlers germano-austro-hongrois : la dévolution de la couronne de Pologne et le partage des industries du royaume constituent les points d'achoppement entre les deux alliés,.

### Négociations
Dans un contexte d'épuisement économique des puissances centrales, le Reich et la double monarchie se concertent et tentent de planifier leurs initiatives mutuelles, communes ou séparées que ces deux États comptent mettre en œuvre dans les semaines suivantes, aussi bien leurs projets militaires que leurs visions de la sortie du conflit.
Rapidement, au cours des échanges entre militaires, les généraux allemands et austro-hongrois exposent en effet leurs projets opérationnels respectifs, ceux-ci étant âprement négociés, les Austro-Hongrois souhaitant lancer une nouvelle offensive dont Gênes constituerait l'objectif final. Face à ces projets offensifs irréalistes à ce stade de la guerre, les militaires allemands annoncent à leurs collègues austro-hongrois que leur objectif prioritaire est alors d'étayer le front français.
De plus, à ces projets opérationnels s'ajoutent les initiatives diplomatiques destinées à mettre un terme au conflit. Dans ce domaine, les divergences entre le Reich et la double monarchie deviennent béantes au fil des jours. Ainsi, les Allemands sont partisans d'attendre le moment opportun, matérialisé par une victoire, ou, à défaut, d'un coup d'arrêt imposé à l'avance alliée, tandis que les Austro-Hongrois, dont le pays est alors totalement épuisé, aspirent à l'ouverture rapide de négociations en vue de faire cesser les hostilités. Les deux partenaires n'étant pas égaux, la politique mise en application dans les jours qui suivent consiste à attendre un succès défensif pour proposer l'ouverture de ces négociations de paix,.

## Issue

### Optimisme allemand, pessimisme austro-hongrois
Les responsables politiques allemands manifestent, aussi bien après le conseil de la couronne des 13 et 14 août, qu'après la conférence, le 15 août, un optimisme largement injustifié ; ce sentiment, prégnant parmi les Allemands participant à la conférence, n'est pas partagé par les responsables austro-hongrois, matérialisant ainsi la distance entre les deux délégations, et le fossé qui existe alors entre les aspirations des dirigeants des deux empires,.
Pour insuffler cet optimisme à la population allemande, le gouvernement impérial envisage, pour infléchir le cours des événements, une action de propagande de grande envergure, selon deux axes, l'un à destination de la population du Reich, l'autre à destination des opinions publiques neutres et alliées. Ces actions de propagande sont destinées à être coordonnées par un « comité de propagande », composé de personnalités reconnues. Le discours diffusé par ce comité doit mettre en exergue la volonté du Reich de combattre jusqu'à la victoire, dans un contexte marqué par un délitement du moral de la population, minée par les privations et travaillée par la propagande alliée. L'une des premières manifestations de ce comité se déroule le 21 août 1918 : Paul von Hintze tente alors de calmer les appréhensions des responsables des partis politiques représentés au Reichstag quant à la situation militaire et économique du Reich. Cependant, les efforts des ministres impériaux ne sont pas appuyés par l'action de Guillaume II, dont l'épuisement nerveux l'incite à se rendre, dès le 16 août au château de Wilhelmshöhe, près de Cassel afin de se reposer,,,,,.
Parallèlement à cette campagne de propagande, les hommes d'État allemands ne prennent pas en compte les déclarations austro-hongroises : « chez nous, c'est absolument terminé », déclare alors le ministre austro-hongrois des Affaires étrangères à ses collègues allemands le 15 août ; Burián souhaite en effet une initiative rapide, « sofort und direkt » en vue de faciliter au rétablissement de la paix. Ce pessimisme austro-hongrois est atténué par les résultats de la conférence, mais ceux-ci sont remis en cause par les diplomates austro-hongrois: Burián rentre à Vienne conscient de la politique allemande, qui vise alors à gagner du temps à la fois face aux Alliés et face aux membres de la Quadruplice,,.

### Envoi d'une demande de négociations

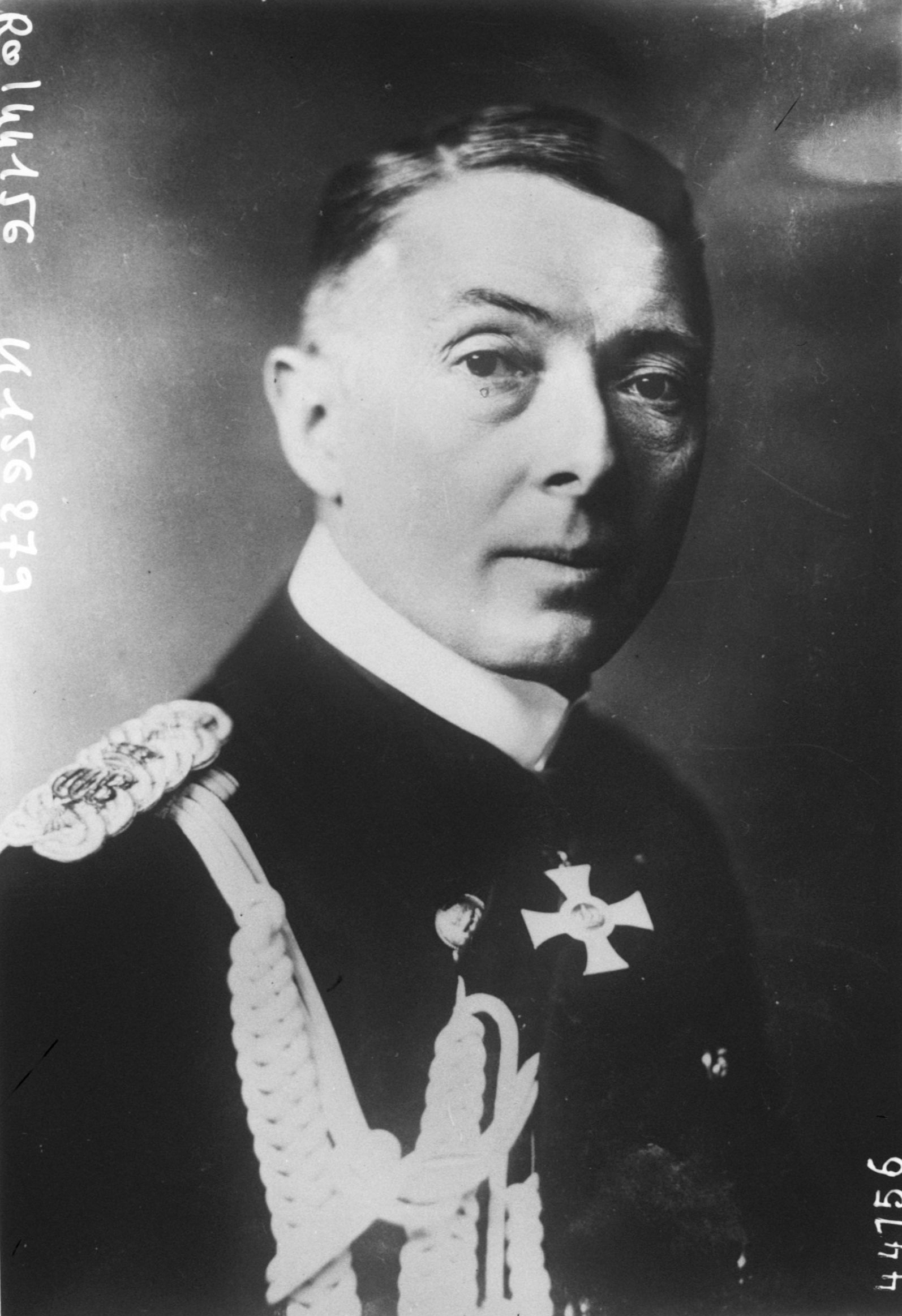
Paul von Hintze (photographie de 1915), alors secrétaire d'État du de aux Affaires étrangères.

En dépit de ce décalage entre le Reich et son allié, les représentants allemands tentent d'infléchir la politique austro-hongroise, sans succès. Dès le 15 août, le vice-chancelier et secrétaire d'État, Paul von Hintze, prépare, puis adresse, conformément aux consignes reçues lors du conseil de la couronne de la veille, des offres de paix séparées aux États-Unis. Cependant, selon Hintze ces offres de paix séparées doivent être adressées au « moment opportun », après la stabilisation du front ; cette stabilisation est perçue par les responsables allemands comme la conséquence d'un succès défensif important à venir remporté sur le front occidental,,.
De plus, le 21 août, soutenu par la Bulgarie et l'Empire ottoman, Burián fait parvenir à Berlin le texte de la note qu'il compte adresser aux Alliés ; les dirigeants du Reich tentent alors de stopper cette démarche, mais ne peuvent répondre précisément aux interrogations formulées par l'empereur-roi Charles Ier en personne. Ainsi, le 14 septembre, au terme d'un mois d'échange entre les deux principaux partenaires de la Quadruplice, Burián publie une note appelant à l'ouverture de négociations, sans interruption des combats ; les Alliés en refusent les termes, signifiant ainsi leur volonté de vaincre sur le champ de bataille les puissances centrales, alors privées de toute capacité offensive efficace. Dans le même temps, les démarches austro-hongroises n'empêchent pas les Alliés de continuer leurs opérations, multipliant les offensives sur l'ensemble des fronts, mettant en cause de façon irrémédiable la position militaire et politique des puissances centrales à ce stade du conflit,,.
La diplomatie allemande tente, de son côté, de mettre en place des circuits détournés pour échanger avec les Alliés au sujet de la cessation des hostilités, mais les Pays-Bas se dérobent rapidement face à la pression alliée, obligeant le Reich à ouvrir des négociations directes avec les Alliés en vue de la cessation des hostilités. Parallèlement à ces demandes, le gouvernement du Reich tente d'empêcher les responsables austro-hongrois, affolés par la défaite et la dissolution prévisibles de la double monarchie, d'adresser aux Alliés une demande de négociations,.

### Traductions
1. ↑  Commandement suprême de l'armée.
2. ↑  « Immédiatement et directement »